# Silo de Toro II
El silo de Toro II es un silo de grano situado en el municipio español de Toro, en la provincia de Zamora. Se encuentra ubicado junto a las vías del tren y la estación de ferrocarril.

## Historia
Su construcción fue promovida por el Servicio Nacional de Productos Agrarios, heredero del antiguo Servicio Nacional del Trigo que había operado en la primera etapa del régimen franquista. La unidad entró en servicio en 1973, contando con una capacidad de almacenamiento de 19.000 toneladas. Ello lo convertía en uno de los silos más grandes de la provincia de Zamora. Las instalaciones estaban enlazadas con la red ferroviaria a través de un ramal que partía de la playa de vías perteneciente de la estación de ferrocarril. Esta derivación se prolongaba en una vía destinada a la carga del grano.